# Ferkelbläser
Ferkelbläser ist die Bezeichnung für ein bei der Schweineproduktion verwendetes Gerät, das in Abferkelställen zum Schutz von Ferkeln vor Erdrückung durch die Sau eingesetzt wird.

## Funktionsweise
Neugeborene Ferkel verbleiben meistens bei der Mutter, bis sie etwa 4–5 kg schwer werden, was mehrere Wochen dauert. Die kälteempfindlichen Ferkel liegen dabei meist unter der Sau. Sobald diese aufsteht, besteht die Gefahr, dass einige der Ferkel beim Wiederhinlegen der Sau von dieser erdrückt werden. Die mit einem Radialventilator ausgestatteten Geräte machen sich die Empfindlichkeit der Ferkel gegen Zugluft und Kälte zunutze, indem sie beim Aufstehen der Sau automatisch einen starken Luftstrom erzeugen und damit die Ferkel aus dem gefährdeten Bereich unter der Sau vertreiben. Die Ferkel suchen dann meistens das warme und sichere Ferkelnest auf, von wo aus sie später zur Mutter zurückkehren, wenn diese sich wieder hingelegt hat.

## Bauweise
Die handelsüblichen Ferkelbläser bestehen aus einem elektrisch betriebenen, mobilen Ventilator, der in einer für den Einsatz in der Landwirtschaft, das heißt in Ställen geeigneten und entsprechend robusten und korrosionsfesten Bauweise ausgebildet ist. Nach Herstellerbeschreibungen wird das Gerät über einen Sensor in Form einer (modifizierten) Photozelle gesteuert, der auf das Aufstehen der Sau reagiert und den Ventilator einschaltet. Hat sich die Sau wieder hingelegt, wird der Ventilator mittels des Sensors wieder deaktiviert.
Etwaige bauliche Veränderungen des Abferkelstalls sind beim Einsatz des mobilen Geräts nicht erforderlich.

## Trivia
Im November 2005 wurde in der Fernseh-Quizshow Was gibt es Neues? des ORF dem Rateteam die Frage gestellt „Wer oder was ist ein ‚Ferkelbläser‘?“
Kurz danach gehörte der Begriff „Ferkelbläser“ auch zu den Fragen, die in der von Sat.1, Comedy Central Deutschland und Puls 4 ausgestrahlten Fernsehsendung Genial daneben – Die Comedy Arena der aus fünf Comedians bestehenden Rategruppe gestellt wurden. Die entsprechende Ratefrage kam in der am 16. Dezember 2005 gesendeten Folge der Quizsendereihe vor und konnte vom Rateteam nicht beantwortet werden. Häufige Verwendung in der von Hugo Egon Balder moderierten Quizsendung fanden Begriffe, die sexuelle Assoziationen hervorrufen, wozu die Bezeichnung „Ferkelbläser“ ebenfalls gerechnet werden kann.
Im Jahr 2008 befasste sich die Folge 402 der Reihe Der Klugscheißer in der Hörfunk-Jugendwelle Unser Ding des SR mit dem Begriff „Ferkelbläser“.